# 田方增
田方增（1915年8月3日—2018年10月5日），男，湖北江陵人，中国数学家，曾任中国科学院数学研究所副所长。主要研究领域为泛函分析及其应用。

## 生平
1915年出生于辽宁省沈阳市，祖籍湖北省江陵县。父亲田吴炤曾在1898年赴日本留学，1902年乡试中举后赴奉天省任交涉员，1915年秋调任北洋政府内务部佥事、职方司司长。
由于父亲的工作变动，田方增在出生后随父母移居北京，先后入读北京高等女子师范学校附属小学、北京四存小学、国立北平师范大学附属中学校。1934年考入国立清华大学工学院机械工程系，翌年转入理学院算学系，参加中华民族解放先锋队。1937年因七七事变随校南迁至长沙、昆明，1938年2月在长沙临时大学加入中国共产党，介绍人周宏明、杨少任。同年8月毕业于昆明国立西南联合大学算学系，在云南省立昆华中学任教。1940年至1946年，任国立西南联合大学算学系助教、教员。1946年秋西南联合大学解散后，回北平国立清华大学数学系任教员。1947年考取中法公费留学生，赴斯特拉斯堡大学留学，1948年转入巴黎大学。1950年5月回国，同年7月在中国科学院数学研究所筹备处任筹备委员会秘书，参与数学研究所的创办工作，1978年升任研究员、副所长，中国数学会第三届、第四届理事会理事，兼任全国自然科学名词审定委员会委员、数学名词审定委员会主任等职。1986年12月离休。
2018年10月5日2时52分在北京市中日友好医院去世，终年103岁。